# Randall William Cook
Randall William Cook é um especialista em efeitos visuais estadunidense. Venceu o Oscar de melhores efeitos visuais por The Lord of the Rings: The Fellowship of the Ring, The Lord of the Rings: The Two Towers e The Lord of the Rings: The Return of the King, ao lado de Joe Letteri, Richard Taylor, Jim Rygiel, Mark Stetson e Alex Funke.